# San Pedro del Arroyo
San Pedro del Arroyo é um município da Espanha na província de Ávila, comunidade autónoma de Castela e Leão, de área 18,55 km² com população de 481 habitantes (2007) e densidade populacional de 26,65 hab/km².

## Demografia
| Variação demográfica do município entre 1991 e 2004 | Variação demográfica do município entre 1991 e 2004 | Variação demográfica do município entre 1991 e 2004 | Variação demográfica do município entre 1991 e 2004 |
| --------------------------------------------------- | --------------------------------------------------- | --------------------------------------------------- | --------------------------------------------------- |
| 1991                                                | 1996                                                | 2001                                                | 2004                                                |
| 516                                                 | 478                                                 | 483                                                 | 494                                                 |